# NGC 1684
NGC 1684 este o astronomical radio source⁠(d) situată în constelația Orion. A fost descoperită în 1 februarie 1786 de către William Herschel. Se află la o distanță de 60,53 de megaparseci de Pământ.